# Pseudoseptis jalapa
Pseudoseptis jalapa är en fjärilsart som beskrevs av George Francis Hampson 1903. Pseudoseptis jalapa ingår i släktet Pseudoseptis och familjen nattflyn. Inga underarter finns listade.